# Gary Tobian
Gary Milburn Tobian, född 14 augusti 1935 i Detroit, är en amerikansk före detta simhoppare.
Tobian blev olympisk guldmedaljör i svikthopp vid sommarspelen 1960 i Rom.